# Van Wayne
Vanderveer "Van" Wayne é um personagem fictício que aparece na revista em quadrinhos americana Batman publicada pela DC Comics. Ele é um jovem rico e primo mimado de Bruce Wayne. Em sua aparição, Van visitou seu primo e se meteu em alguns problemas quando contratou um artista para se personificar de Batman enquanto ele se posava como Robin. Van fez tudo isso com a intenção de impressionar Dick Grayson, mas não estava ciente de que Bruce e Dick eram na verdade a verdadeira Dupla Dinâmica. Van teve que ser resgatado do ladrão por Batman e Robin e, depois da situação, aprendeu uma lição de humildade.[carece de fontes?]
Van Wayne aparece na série de televisão Powerless, interpretado por Alan Tudyk. O primo de Bruce Wayne e o filho de Vanderveer Wayne Sr., esta versão do personagem é responsável pela Wayne Security, uma subsidiária da Wayne Enterprises em Charm City. Van odeia seu trabalho e deseja se mudar para Gotham City para ter uma melhor posição na empresa.